# Sambenito

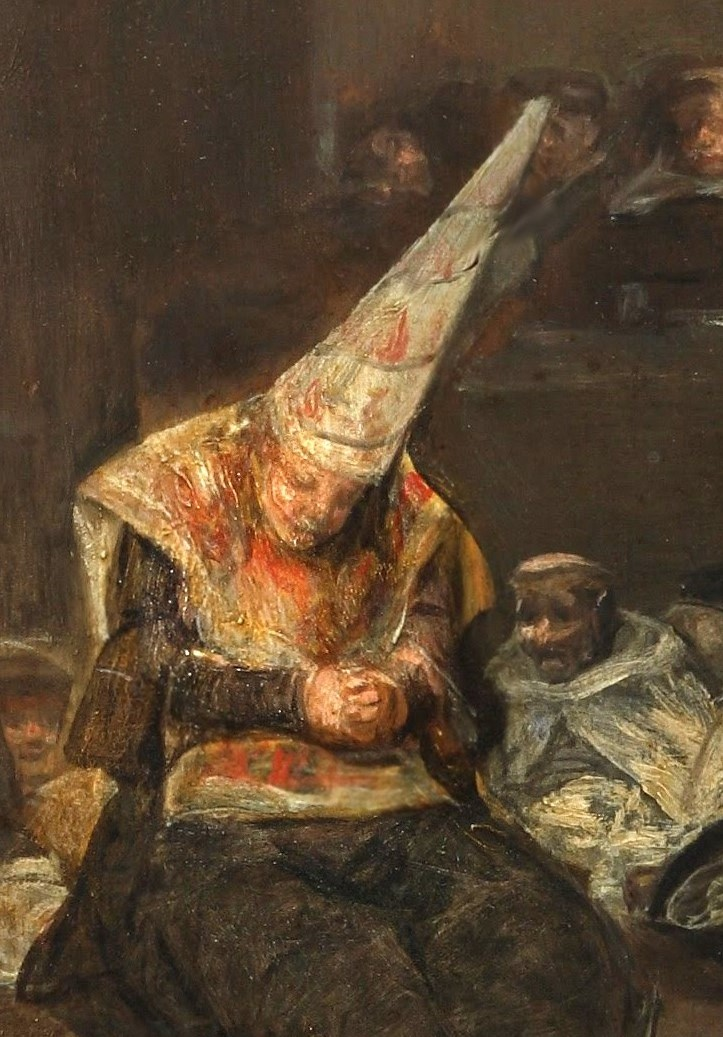
Condenado pela Inquisição espanhola com um sambenito e uma coroça num auto de fé (Goya)

O sambenito era uma peça de vestuário utilizada originalmente pelos penitentes católicos para mostrar público arrependimento por seus pecados, e mais tarde pelas Inquisição espanhola  e Portuguesa para assinalar aos condenados pelo tribunal, pelo que se converteu em símbolo da infâmia.

## História

### Símbolo e prova da infâmia
Originariamente tratava-se de um saco de lã abençoado pelo cura, de onde vem o nome de saco bendito que dá lugar a sambenito por assimilação fonética castelhana com San Benito.
O sambenito já foi usado pela inquisição pontifícia medieval. No Manual de Inquisidores (1378) Nicholas Eymerich descreve-o como uma túnica formada por dois saiões de pano, um na frente e outro atrás em forma de escapulário, sobre a que iam costuradas umas cruzes vermelhas.
O sambenito usado pela Inquisição espanhola era uma espécie de grande escapulário com forma de poncho. Estava feito com um pano retangular com um buraco para passar a cabeça, que uma vez posta lhe chegava ao condenado até pouco mais abaixo da cintura pela frente e pelas costas.

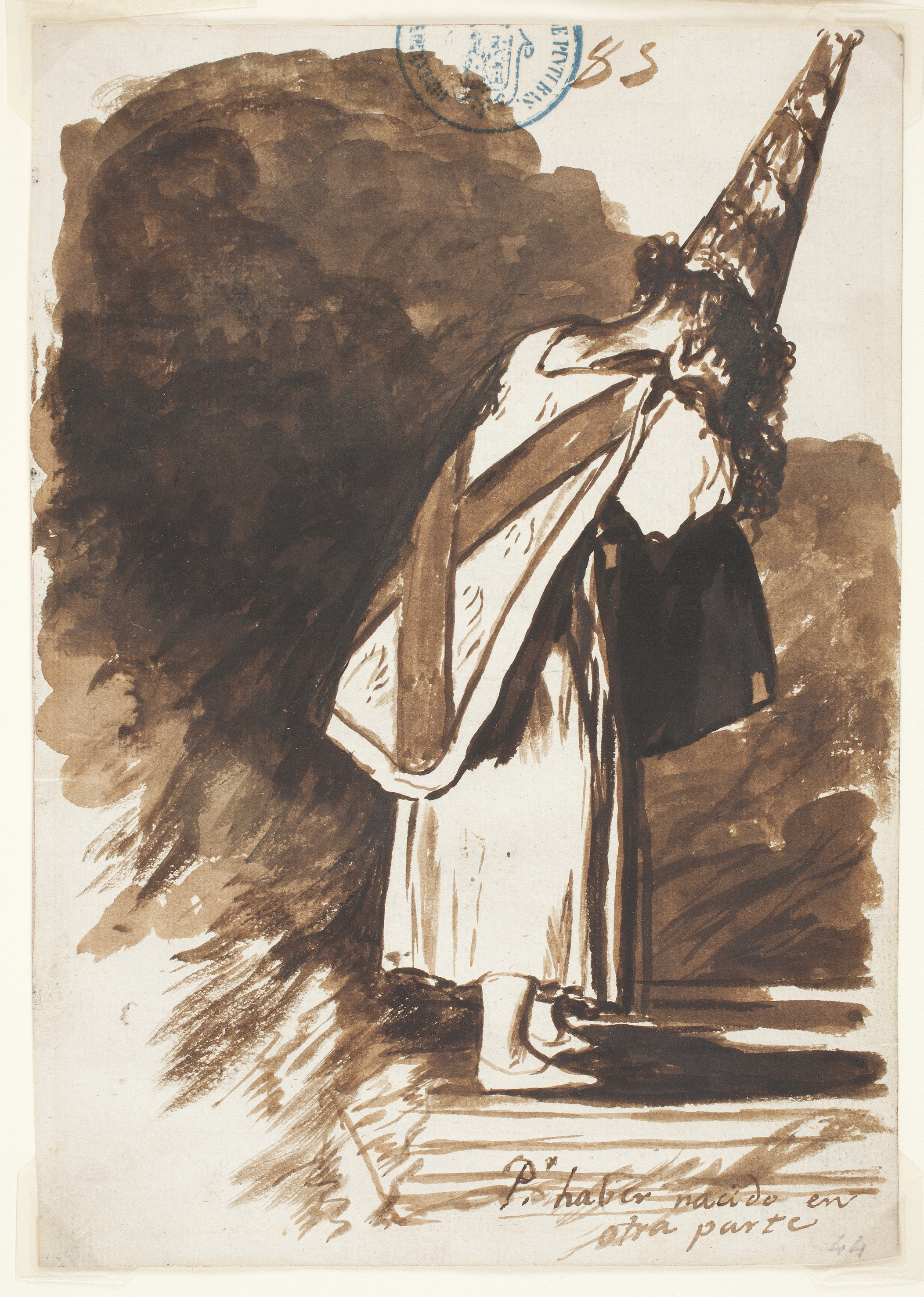
Condenado pela Inquisição vestido com um sambenito que leva a cruz de Santo Andrés (Francisco de Goya).

Os sambenitos variavam segundo o delito e a sentença. Os condenados a morte (os relaxados ao braço secular) levavam um sambenito negro com lumes e às vezes demônios, dragões ou serpentes, símbolos do inferno, além de uma coroça vermelha. Os reconciliados com a Igreja católica porque tinham reconhecido sua heresia e tinham-se arrependido levavam um sambenito amarelo com duas cruzes vermelhas de Santiago (segundo Henry Kamen, eram uma ou duas cruzes diagonais pintadas sobre ele) e lumes orientados para abaixo, o que simbolizava que se tinham livrado da fogueira. Os sentenciados a receber chicotadas, como os impostores ou os bígamos, levavam atada uma corda ao pescoço com nós, que indicavam as centenas de chicotadas que deviam receber.
Os diferentes sambenitos e coroças podem ser encontrados no seguinte relato da procissão da Cruz Branca que iniciou o auto de fé celebrado em Madri em 1680:
Muitas vezes levavam escrito o nome do condenado, como no caso dos famosos sambenitos da igreja de Santo Domingo de Palma de Maiorca, que originaram o assunto dos chuetas (pessoas marginalizadas por ser familiares dos condenados). Os réus eram passeados pela cidade descalços, vestindo o sambenito e com um grande círio na mão.

### Perpetuar a infâmia: os sambenitos pendurados das igrejas
Os reconciliados estavam obrigados a levar o sambenito sempre durante o tempo todo que durasse a condenação como sinal da sua infâmia e só podiam lho tirar dentro de sua casa. Cumprida a sentença eram pendurados na igreja paroquial ad perpetuam rei memoriam para que não se esquecesse seu alegado crime, bem como os sambenitos dos queimados na fogueira. A Inquisição considerava que tinha que perpetuar a lembrança da infâmia de um herege, infâmia que se projetava sobre suas famílias e descendentes.
Este costume de pendurar os sambenitos uma vez finalizada a condenação começou a princípios do século XVI e fez-se obrigatória a partir das Instruções de 1561 do inquisidor-geral Fernando de Valdés, nas que se dizia:
Este propósito de perpetuar a infâmia dos condenados de geração em geração e pelo que famílias inteiras foram castigadas pelos alegados pecados de seus antepassados, chegou ao extremo de que quando os sambenitos  caíam em pedaços por velhos eram substituídos por outros novos nos quais figuravam os nomes dos hereges. A obrigação de pendurar os sambenitos foi contestada não só pelos familiares, que por culpa deles estavam incapacitados para ocupar cargos públicos, mas também pelos paroquianos e os reitores das igrejas onde se penduravam, às que se transladava a infâmia. Mas a Inquisição não mudou de parecer e manteve esta disposição até finais do século XVIII.
Emilio A Parra e María Anjos Casado situam em meados do século XVIII o desaparecimento do costume de colocar nas igrejas os sambenitos dos condenados..

### O sambenito na atualidade
Na atualidade utilizam-se expressões como "levar um sambenito" (llevar un sambenito), "te penduram um sambenito" (te cuelgan un sambenito) ou "carregar a alguém um sambenito" (cargar a alguien un sambenito) com o significado de carregar com uma culpa imerecida ou perder a reputação e ser desprezado por alguma discriminação.